# Corrado Racca
Corrado Racca (14 de noviembre de 1889 - 12 de mayo de 1950) fue un actor cinematográfico y de voz de nacionalidad italiana.

## Biografía
Nacido en Bolonia, Italia, se mudó a Florencia, siguiendo los cursos de interpretación de Luigi Rasi. En 1908 entró a formar parte, como actor joven, de la compañía de Eleonora Duse, debutando en el Teatro Lírico de Milán.
De elevada estatura y dotado de una voz profunda e inconfundible, en poco tiempo fue conocido por varios empresarios teatrales de la época, teniendo la oportunidad de trabajar con las mejores compañías, entre ellas las de Ruggero Ruggeri y Emma Gramatica, con las que fue primer actor 1921, y actuando en esa década junto a Menichelli e Italia Almirante Manzini.
En los iniciales años treinta debutó ante los micrófonos del Ente Italiano per le Audizioni Radiofoniche, tanto en la Compañía de Radio Florencia como en la de Radio Roma. Allí tuvo la oportunidad de trabajar con actrices como Andreína Pagnani y Nella Maria Bonora, y con directores como Alberto Casella, Umberto Benedetto y Anton Giulio Majano, llegando a ser una de las voces más escuchadas, también como lector de textos, hasta pocos meses antes de su muerte.
Corrado racca falleció en Roma, Italia, en 1950.

## Actor de voz
La voz de Racca fue elegida a menudo por los directores de doblaje de los años 30, que le hicieron dar voz en las salas de sincronización a muchos actores extranjeros, especialmente. Entre ellos figuraban Ray Collins (The Fountainhead, 1949), Edward G. Robinson, Walter Huston, Charles Bickford, Donald Crisp, Gene Lockhart, Henry Travers (Qué bello es vivir), Claude Rains (The Adventures of Robin Hood) y otros muchos, llegando a ser una de las voces más importantes del doblaje a lo largo de casi veinte años, casi siempre dentro de la Cooperativa Doppiatori Cinematografici de Roma.

## Radio
Ente Italiano per le Audizioni Radiofoniche (EIAR)
- Le ombre del cuore, de Alberto Casella, con Corrado Racca, Augusto Marcacci y Giulio Panicali. Dirección de Aldo Silvani, 14 de enero de 1938.
- Un orologio si è fermato, de Edoardo Anton, con Nella Maria Bonora, Jone Frigerio y Corrado Racca. Dirección de Alberto Casella, 2 de febrero de 1941.
- Con gli occhi socchiusi, de Cesare Vico Ludovici, con Nella Maria Bonora y Corrado Racca. Dirección de Guglielmo Morandi, 6 de febrero de 1941.

## Filmografía
| - Villafranca, de Giovacchino Forzano (1934) - Melodramma, de Giorgio Simonelli (1934) - La cieca di Sorrento, de Nunzio Malasomma (1934) - Campo di maggio, de Giovacchino Forzano (1935) - Maestro Landi, de Giovacchino Forzano (1935) - La luce del mondo, de Gennaro Righelli (1935) - Ettore Fieramosca, de Alessandro Blasetti (1938) - Abuna Messias, de Goffredo Alessandrini (1939) - L'uomo della legione, de Romolo Marcellini (1940) - La compagnia della teppa, de Corrado D'Errico (1941) | - Il cavaliere senza nome, de Ferruccio Cerio (1941) - Il re si diverte, de Mario Bonnard (1941) - Tentazione, de A Frosi (1942) - Malombra, de Mario Soldati (1942) - Una signora dell'Ovest, de Carlo Kock (1942) - La donna della montagna, de Aldo Vergano (1943) - L'ultima carrozzella, de Mario Mattoli (1943) - 07... taxi, de Alberto D'Aversa, Riccardo Freda (1944) - La sua strada, de Mario Costa (1946) |